# سلسلة راديون آر إكس 7000
سلسلة راديون آر إكس 7000 هي سلسلة من وحدات معالجة الرسوميات المطورة من قبل شركة AMD، وتعتمد على معمارية RDNA 3 الخاصة بهم. تم الإعلان عنها في 3 نوفمبر 2022 وهي خلفًا لسلسلة راديون آر إكس 6000.

## ميزات سلسلة راديون آر إكس 7000
- دعم معمارية RDNA 3 البنية الدقيقة
- أول بطاقة رسومات استهلاكية تعتمد على تصميم شرائح صغيرة
- تدعم حتى 24 جيجابايت من ذاكرة GDDR6
- مضاعفة ذاكرة التخزين المؤقت L1 من 128 كيلو بايت إلى 256 كيلو بايت
- زيادة بنسبة 50% في ذاكرة التخزين المؤقت L2 من 4 ميجابايت إلى 6 ميجابايت كحد أقصى [2]
- واجهة PCIe 4.0x16
- دعم تشفير وفك تشفير أجهزة AV1 لفيديو 12 بت حتى 8K60 [3]
- محرك "Radiance Display" الجديد مع:
  - دعم DisplayPort 2.1 UHBR 13.5 (عرض نطاق يصل إلى 54 جيجابت/ثانية)
  - دعم HDMI 2.1a (عرض نطاق يصل إلى 48 جيجابت/ثانية)